# Фудбалска репрезентација Комора
Фудбалска репрезентација Комора (фр. Équipe des Comores de football; арап. منتخب جزر القمر لكرة القدم) национални је фудбалски тим који на међународној фудбалској сцени представља афричку државу Коморе. Делује под ингеренцијом Фудбалског савеза Комора који је основан 1979, а у пуноправном чланству КАФ и ФИФА је од 2003, односно од 2005. године.
Репрезентација је позната под надимком Les Coelacantes, национална боја је зелена, а своје домаће утакмице тим игра на стадиону Шеик Мохамед Саид у градићу Мицамиули капацитета око 2.000 места. ФИФА кôд земље је COM. Најбољи пласман на ФИФа ранг листи репрезентација Комора остварила је у октобру 2017. када је заузимала 127. место, док је најлошији пласман имала током децембра 2006. када је заузимала 207. место.
Репрезентација Комора се у досадашњој фудбалској историји никада није пласирала на неко од светских или континенталних првенстава.

## Резултати на светским првенствима
| ФИФА светско првенство | ФИФА светско првенство | ФИФА светско првенство | ФИФА светско првенство | ФИФА светско првенство | ФИФА светско првенство | ФИФА светско првенство | ФИФА светско првенство | ФИФА светско првенство |                  | Квалификације за светска првенства | Квалификације за светска првенства | Квалификације за светска првенства | Квалификације за светска првенства | Квалификације за светска првенства | Квалификације за светска првенства |
| Година                 | Коло                   | Пласман                | Ут                     | П                      | Н                      | И                      | Гол+                   | Гол-                   | Ут               | П                                  | Н                                  | И                                  | Гол+                               | Гол-                               |                                    |
| ---------------------- | ---------------------- | ---------------------- | ---------------------- | ---------------------- | ---------------------- | ---------------------- | ---------------------- | ---------------------- | ---------------- | ---------------------------------- | ---------------------------------- | ---------------------------------- | ---------------------------------- | ---------------------------------- | ---------------------------------- |
| 1930—1974.             | Део Француске          | Део Француске          | Део Француске          | Део Француске          | Део Француске          | Део Француске          | Део Француске          | Део Француске          | Део Француске    | Део Француске                      | Део Француске                      | Део Француске                      | Део Француске                      | Део Француске                      |                                    |
| 1974—2006.             | Нису били чланови ФИФА | Нису били чланови ФИФА | Нису били чланови ФИФА | Нису били чланови ФИФА | Нису били чланови ФИФА | Нису били чланови ФИФА | Нису били чланови ФИФА | Нису били чланови ФИФА | Нису учествовали | Нису учествовали                   | Нису учествовали                   | Нису учествовали                   | Нису учествовали                   | Нису учествовали                   |                                    |
| 2010.                  | Нису се квалификовали  | Нису се квалификовали  | Нису се квалификовали  | Нису се квалификовали  | Нису се квалификовали  | Нису се квалификовали  | Нису се квалификовали  | Нису се квалификовали  | 2                | 0                                  | 0                                  | 2                                  | 2                                  | 10                                 |                                    |
| 2014.                  | Нису се квалификовали  | Нису се квалификовали  | Нису се квалификовали  | Нису се квалификовали  | Нису се квалификовали  | Нису се квалификовали  | Нису се квалификовали  | Нису се квалификовали  | 2                | 0                                  | 0                                  | 2                                  | 1                                  | 5                                  |                                    |
| 2018.                  | Нису се квалификовали  | Нису се квалификовали  | Нису се квалификовали  | Нису се квалификовали  | Нису се квалификовали  | Нису се квалификовали  | Нису се квалификовали  | Нису се квалификовали  | 4                | 0                                  | 3                                  | 1                                  | 1                                  | 3                                  |                                    |
| 2022.                  | Нису се квалификовали  | Нису се квалификовали  | Нису се квалификовали  | Нису се квалификовали  | Нису се квалификовали  | Нису се квалификовали  | Нису се квалификовали  | Нису се квалификовали  | 2                | 0                                  | 1                                  | 1                                  | 1                                  | 3                                  |                                    |
| 2026.                  | Биће одлучено          | Биће одлучено          |                        |                        |                        |                        |                        |                        |                  |                                    |                                    |                                    |                                    |                                    |                                    |
| Укупно                 |                        | 0/22                   |                        |                        |                        |                        |                        |                        | 10               | 0                                  | 4                                  | 6                                  | 5                                  | 21                                 |                                    |

## Афрички куп нација
| Успеси на Афричком купу нација | Успеси на Афричком купу нација | Успеси на Афричком купу нација | Успеси на Афричком купу нација | Успеси на Афричком купу нација | Успеси на Афричком купу нација | Успеси на Афричком купу нација | Успеси на Афричком купу нација | Успеси на Афричком купу нација |
| Година                         | Коло                           | Пласман                        | Ут                             | П                              | Н                              | И                              | Гол+                           | Гол-                           |
| ------------------------------ | ------------------------------ | ------------------------------ | ------------------------------ | ------------------------------ | ------------------------------ | ------------------------------ | ------------------------------ | ------------------------------ |
| 1957—1974.                     | Део Француске                  | Део Француске                  | Део Француске                  | Део Француске                  | Део Француске                  | Део Француске                  | Део Француске                  | Део Француске                  |
| 1974—2008.                     | Нису учествовали               | Нису учествовали               | Нису учествовали               | Нису учествовали               | Нису учествовали               | Нису учествовали               | Нису учествовали               | Нису учествовали               |
| 2010.                          | Нису се квалификовали          | Нису се квалификовали          | Нису се квалификовали          | Нису се квалификовали          | Нису се квалификовали          | Нису се квалификовали          | Нису се квалификовали          | Нису се квалификовали          |
| 2012.                          | Нису се квалификовали          | Нису се квалификовали          | Нису се квалификовали          | Нису се квалификовали          | Нису се квалификовали          | Нису се квалификовали          | Нису се квалификовали          | Нису се квалификовали          |
| 2013.                          | Нису се квалификовали          | Нису се квалификовали          | Нису се квалификовали          | Нису се квалификовали          | Нису се квалификовали          | Нису се квалификовали          | Нису се квалификовали          | Нису се квалификовали          |
| 2015.                          | Нису се квалификовали          | Нису се квалификовали          | Нису се квалификовали          | Нису се квалификовали          | Нису се квалификовали          | Нису се квалификовали          | Нису се квалификовали          | Нису се квалификовали          |
| 2017.                          | Нису се квалификовали          | Нису се квалификовали          | Нису се квалификовали          | Нису се квалификовали          | Нису се квалификовали          | Нису се квалификовали          | Нису се квалификовали          | Нису се квалификовали          |
| 2019.                          | Нису се квалификовали          | Нису се квалификовали          | Нису се квалификовали          | Нису се квалификовали          | Нису се квалификовали          | Нису се квалификовали          | Нису се квалификовали          | Нису се квалификовали          |
| 2021.                          | Будући догађај                 | Будући догађај                 | Будући догађај                 | Будући догађај                 | Будући догађај                 | Будући догађај                 | Будући догађај                 | Будући догађај                 |
| 2023.                          | Будући догађај                 | Будући догађај                 | Будући догађај                 | Будући догађај                 | Будући догађај                 | Будући догађај                 | Будући догађај                 | Будући догађај                 |
| Укупно                         |                                | 1/33                           | 0                              | 0                              | 0                              | 0                              | 0                              | 0                              |